# Tycen Anderson
Tycen William Anderson (* 13. Juni 1999 in Toledo, Ohio) ist ein US-amerikanischer American-Football-Spieler. Er spielt auf der Position des Safety für die Cincinnati Bengals in der National Football League (NFL).

## Karriere
Anderson spielte von 2017 bis 2021 College Football für die Toledo Rockets an der University of Toledo. Vor der Saison 2019 wurde er zum Stammspieler befördert, und seine besten Leistungen zeigte er in den Jahren 2020 und 2021. In diesen beiden Spielzeiten erlangte er den All-MAC-Status. Anderson war 2019 und in der COVID-gekürzten Saison 2020 der zweitbeste Tackler des Teams. In seiner gesamten Zeit in Toledo verzeichnete er zwei Interceptions, 9,0 Tackles for Loss, erzwang zwei Fumbles und 16 Pass Breakups. Im Anschluss wurde er zum NFL Combine eingeladen. Hier beeindruckte er die Scouts mit seiner Schnelligkeit, indem er den 40-Yard-Dash in 4,36 Sekunden absolvierte. Bei den anderen Geschwindigkeits- und Beweglichkeitsübungen erzielte Anderson eine Zeit von 6,64 Sekunden im 3-Cone-Drill und absolvierte den 20-Yard-Shuttle in 4,28 Sekunden. Sein Hochsprung wurde mit 35,5 Zoll (90 cm) gemessen und sein Standweitsprung betrug 123 Zoll (3,12 m).
Im NFL Draft 2022 wurde Anderson in der fünften Runde als insgesamt 166. Spieler von den Cincinnati Bengals ausgewählt. Am 19. Mai 2022 unterschrieb er einen Vierjahresvertrag.
Aufgrund einer langwierigen Oberschenkelverletzung (hamstring injury), die er sich im letzten Preason-Spiel zugezogen hatte, verpasste er seine komplette Rookie-Saison. Auch die Saison 2023 war für Anderson bereits nach sieben Spielen wegen einer Knieverletzung vorzeitig beendet. Bis dahin führte er die Special-Teams-Statistik seines Team mit acht erzielten Tackles an. Erst in der Saison 2024 blieb er verletzungsfrei und kam in allen 17 Saisonspielen zum Zuge. Dabei wurde er ausschließlich in den Special Teams eingesetzt.

## Stil
Anderson wird vielseitig eingesetzt. Während er die meiste Zeit als Slot-Verteidiger verbrachte, erhielt er auch einige Einsätze als Deep Safety und in der Box. Er gilt als großer, beweglicher und schneller Athlet mit begrenzter Schnelligkeit in der Seitwärtsbewegung. Auch wird ihm eine begrenzte Vielseitigkeit des Systems und mangelnde Turnoverproduktion zugesprochen. Er gilt als disziplinierter Verteidiger, der das Play sich entwickeln lässt und darauf reagiert. Er folgt den Augen des Quarterbacks und kann zügig zum Ball laufen. Insbesondere seine Leistungen in der Laufverteidigung werden gelobt, wo er selten falsche Entscheidung trifft oder die falsche Lücke schließt. Zudem ist er auch in der Lage Blocks abzuwehren. Er fiel als physischer Hitter und Blitzer auf. Auch in den Special Teams gilt Anderson als in jeder Phase, mit Ausnahme der Field Goal Unit, einsetzbar.